# Risk
Risk (en inglés, riesgo) es un juego de mesa de carácter estratégico, creado por Albert Lamorisse en 1950 con el nombre de La Conquête du Monde y comercializado desde 1958 por la empresa Parker Brothers (actualmente, parte de Hasbro).
Este juego, basado en turnos, pertenece a la categoría de los juegos de guerra, al evocar las Guerras Napoleónicas, siendo su principal característica su simplicidad y abstracción al no pretender simular correctamente la estrategia militar en los territorios específicos, la geografía del mundo y la logística de las campañas extensas. Se convirtió en uno de los juegos de mesa más populares del siglo XX e inspiró a otros jugos, como Axis & Allies, Settlers of Catan o el TEG en la Argentina. 
En otras versiones del juego, como en Risk: Misión Secreta, hay cambios en reglas, como por ejemplo si tu objetivo es conquistar dos continentes para lograr la misión los territorios tendrán que estar bajo tu posesión hasta el siguiente turno de lo contrario no obtendrás la victoria.

## Historia

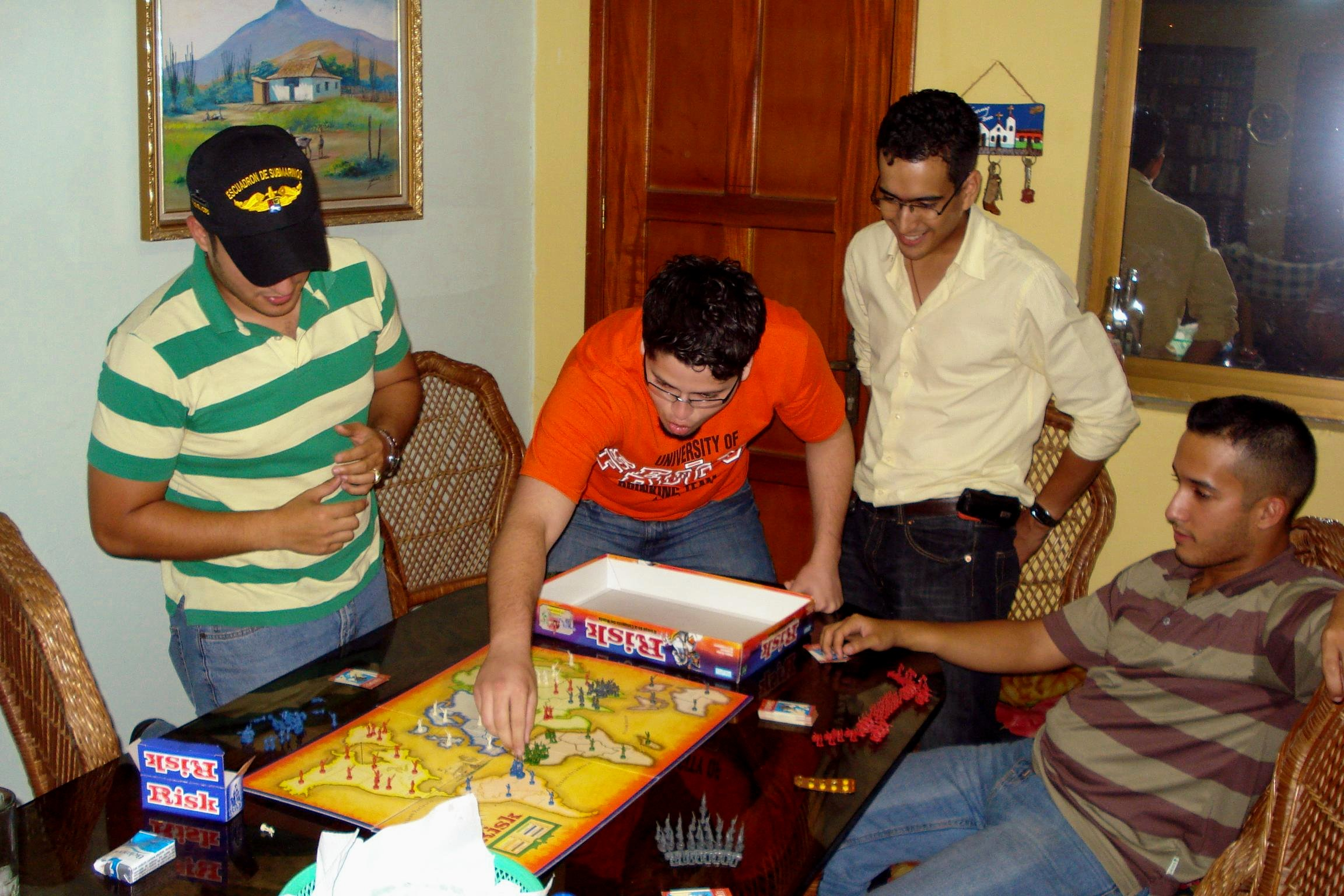
Jugando al Risk.

Creado en 1950 por el director de cine francés Albert Lamorisse, sería puesto en venta en 1958 en Francia bajo el nombre de La Conquête Du Monde (La Conquista del Mundo). La popularidad que adquirió interesaría a la empresa estadounidense Parker Brothers, quienes comprarían los derechos en 1958. Sin embargo, el juego, tal y como había sido adquirido, necesitaba de varias modificaciones, ya que le daba mucha importancia al azar y el jugarlo requería de grandes cantidades de tiempo; además, en un momento en el que el mundo aún se estaba reponiendo de las consecuencias de la Segunda Guerra Mundial, el nombre original del juego era completamente inapropiado en términos comerciales. Así las cosas, el juego no saldría a la venta en Estados Unidos sino hasta 1959, bajo el nombre de Risk (nombre que, según aparece en la biografía que aparece inscrita dentro del juego, fue la idea de un vendedor cuyos cuatro nietos tenían nombres que comenzaban por dichas letras). Desde ese entonces, las modificaciones oficiales al juego se han hecho poniendo énfasis en la presentación y en las ediciones del juego.
En cuanto a la presentación, la edición de 1999 llevaba fichas en donde un cubo de madera representaba la infantería y una pirámide triangular redondeada del mismo material representaba la artillería; sin embargo, la madera sería reemplazada por plástico para reducir costos. Para la edición de 1980, las fichas serían cambiadas por los Números Romanos I, III, V y X. Solo hasta 1999 se introducirían las fichas que representan a la infantería, la artillería y la caballería propias de la Guerras Napoleónicas. Finalmente, con ocasión del Aniversario 40 del juego, en 2001, dichas fichas serían hechas en metal y retiraría, por un error de manufactura, una ruta que comunicaba al África Oriental con el Medio Oriente; error repetido en Risk II. En las ediciones siguientes volverían a las fichas de plástico y se repondría la ruta perdida. La última reedición del juego data del año 2004.
En España fue comercializado al principio por Borrás en los años 80, con fichas de plástico, cúbicas y hexagonales.
En cuanto a las ediciones del juego, adicionales a la práctica común de sacar versiones conmemorativas del juego, desde la salida en venta del juego se marcaron diferencias entre las versiones estadounidense y europea, la cual se caracteriza por su dinamismo en la creación de modalidades alternativas a la Dominación Global; ejemplo de lo anterior son las modalidades Risk: Misión Secreta, la cual no se introdujo en Estados Unidos hasta 1993; la versión Castle Risk creada en 1986 y basada en el mapa europeo, llevada al Nuevo Continente en 1990 y que desembocaría en la modalidad Risk: Capital a partir de 1993. Otra modificación intercontinental fue, por último, la forma de canje de tarjetas RISK por ejércitos adicionales de acuerdo a las divisiones militares impresas en ellas, que solo se aplica en la versión del Viejo Continente. Por otro lado, a partir de 1980, además de las reglas originales, se introducía un aparte para jugadores expertos y en el que se "autorizaban" variaciones en las reglas con el fin de agregarle habilidad al juego, y sugiriendo algunos cambios para tal fin.

## Elementos del juego de acuerdo a la última edición estadounidense de 2004
- 1 Tablero
- 5 Dados (3 de color rojo, 2 de color blanco)
- 1 Baraja de 56 cartas (42 cartas de Territorios, 2 Comodines y 12 cartas de Misión Secreta)
- 6 grupos de ejércitos de colores distintos (rojo, negro, verde, amarillo, azul y gris)

### El tablero
El tablero tiene 42 territorios, agrupados en 6 continentes. Cada continente es de un color distinto y contiene de 4 a 12 territorios.

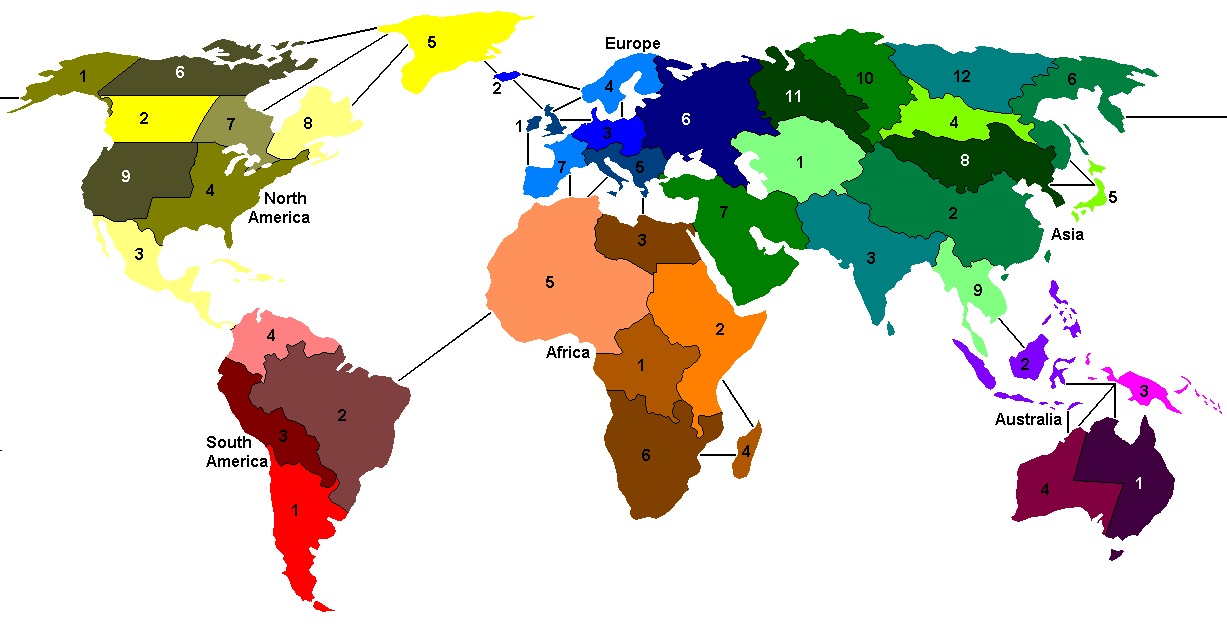
Mapa de juego de Risk edición de 2004.

| América del Norte 1. Alaska 2. Alberta† 3. México, América Central y el Caribe1 4. Estados Unidos del Este, compuesta por el Noreste y el Sudeste de Estados Unidos 5. Groenlandia 6. Territorios del Noroeste 7. Ontario† 8. Quebec† 9. Estados Unidos del Oeste América del Sur 1. Argentina 2. Brasil 3. Perú, Ecuador y Bolivia 4. Colombia, Venezuela y las guyanas Europa 1. Gran Bretaña 2. Islandia 3. Europa del Norte 4. Escandinavia 5. Europa del Sur 6. Rusia2 7. Europa Occidental | África 1. Congo2 2. África Oriental 3. Egipto 4. Madagascar 5. África del Norte 6. Sudáfrica Asia 1. Afganistán 2. China 3. India 4. Irkutsk 5. Japón 6. Kamchatka 7. Oriente Medio 8. Mongolia 9. Sudeste Asiático2 10. Siberia 11. Ural 12. Yakutsk Oceanía 1. Australia Oriental, compuesta por Queensland y por la Nueva Gales del Sur 2. Indonesia 3. Nueva Guinea 4. Australia Occidental |

†: En algunas versiones canadienses del juego, los territorios de Alberta, Ontario y Quebec fueron nominalmente reemplazados por Canadá Occidental, Canadá Central y Canadá Oriental, respectivamente.
1: En la versión original, el territorio completo es nombrado América Central, en versiones mexicanas, este territorio es nombrado México.
2: En versiones modernas, los territorios de Ucrania, Congo y Siam son nombrados como Rusia, África Central y Sudeste Asiático, respectivamente.

### Los ejércitos
Existen 6 grupos de ejércitos completos (de colores verde, azul, rojo, amarillo, negro y gris), cada uno con 3 denominaciones: Infantería (valor de 1 ejército o armada), Caballería (valor de 5 ejércitos o armadas) y Artillería (valor de 10 ejércitos o armadas.). De ahí se desprende que, en cualquier momento del juego, un jugador puede intercambiar 5 ejércitos de Infantería por 1 de Caballería; 10 ejércitos de Infantería por 2 de Caballería o 1 de Artillería; y 5 ejércitos de Infantería y 1 de Caballería por 1 de Artillería, o viceversa.

### Las 56 cartas del Risk
42 marcadas con un territorio, y un dibujo de un soldado de Infantería, Caballería o Artillería, 2 Comodines marcados con los 3 dibujos y sin territorio, 12 cartas para usar en el Risk: Misión Secreta. Las únicas cartas presentes en todas las versiones del Risk son las territoriales.

## Reglas del juego de acuerdo a la última edición estadounidense de 2015

### Versión clásica (Dominación Global)
Número de jugadores: 3-6 jugadores

#### Organización
A diferencia de la mayoría de los juegos, el Risk requiere planear la estrategia antes de empezar a jugar. La ubicación inicial de las armadas crea el escenario para las batallas que tendrán lugar después.
- Selecciona un color y dependiendo del número de jugadores, toma los ejércitos que se requieren para comenzar el juego.
  - Si son 3 jugadores: 35 ejércitos cada uno
  - Si son 4 jugadores: 30 ejércitos cada uno
  - Si son 5 jugadores: 25 ejércitos cada uno
  - Si son 6 jugadores: 20 ejércitos cada uno

- Tira un dado, quien obtenga el número más alto, toma un ejército de su pila y la coloca en un territorio en el tablero, reclamándolo así como suyo.

- Empezando por la derecha del primer jugador, todos, en turnos, colocan un ejército en un territorio desocupado, se continúa hasta que los 42 territorios hayan sido ocupados.

- Después de que los 42 territorios fueron ocupados, cada jugador en su turno coloca un ejército adicional hasta que todos hayan quedado sin armadas de las seleccionadas inicialmente. No hay límite del número de ejércitos que puede haber en cada territorio. Sin embargo no puede haber territorios sin ejércitos, es decir hay un mínimo de un ejército por territorio.

- Quita las 12 cartas de Misión Secreta de la baraja y colocas de vuelta en la caja. Baraja el resto de las cartas y colócalas boca abajo cerca del tablero.

- El jugador que colocó el primer ejército es también el primero en jugar.

##### Juego para dos jugadores
- Cada jugador tiene 40 ejércitos para comenzar la partida.

- Se tira el dado, quien obtenga el número más alto, toma la baraja de tarjetas RISK y quita todos los comodines (las cartas que no tengan la imagen de un territorio). Baraje las cartas y repártalas boca abajo en 3 montones diferentes. Cada jugador selecciona uno, y el restante corresponde al ejército “neutral”.

- Coloca un ejército en cada uno de los 14 territorios mostrados en las cartas de tu montón. Tu oponente hará lo mismo. Después coloca un ejército neutral en cada territorio neutral.

- Después de que todos los territorios han sido reclamados, los jugadores, por turnos, colocaran sus ejércitos restantes: coloca 2 armadas tuyas en 1 o 2 territorios que ya ocupes. Una vez finalizado ese paso, los jugadores, nuevamente y por turnos (siendo primero el que repartió la baraja), colocarán un ejército “neutral” en cualquier territorio ocupado por este grupo de ejército que desees, tratando de bloquear al contrario.

- Después de que todos los ejércitos hayan sido colocados, regresa los comodines a la baraja y revuélvelas.

- El jugador que colocó el primer ejército es también el primero en jugar.

- En cada territorio puede haber como máximo 12 piezas de Infantería.

#### Instrucciones: turno del jugador
Cada uno de los turnos de un jugador consisten en los siguientes pasos, en este orden:

##### Refuerzo y ubicación de nuevos ejércitos
Al principio de cada turno, calcula cuantos nuevos ejércitos agregaras a tus territorios basado en:
- El número de territorios que ocupas: Al principio de cada turno el jugador cuenta el número de territorios que ocupa, lo dividirá entre tres (descarta la fracción) y el resultado es el número de ejércitos que recibe, siendo el 3 el número mínimo de ejércitos que debe recibir. Coloca los nuevos ejércitos en cualesquiera de los territorios que sean tuyos.

| Territorios ocupados | Número de ejércitos |
| < 12                 | 3                   |
| 12-14                | 4                   |
| 15-17                | 5                   |
| 18-20                | 6                   |
| 21-23                | 7                   |
| 24-26                | 8                   |
| 27-29                | 9                   |
| 30-32                | 10                  |
| 33-35                | 11                  |
| 36-38                | 12                  |
| 39-41                | 13                  |

- El valor de los continentes que controlas: El control de un continente es la ocupación, por un jugador, de todos los territorios que componen al mismo. Al inicio del turno se recibirán ejércitos por cada continente bajo control de un jugador.

- El valor de los tríos de tarjetas RISK que cambies: Al final de cualquier turno en el que se haya conquistado uno o varios territorios nuevos, se ganara una (y solo una) tarjeta RISK. Si se tiene un conjunto de 3 tarjetas RISK con la misma división militar (Infantería, Caballería, Artillería), con 1 de cada uno de los 3 diseños o con 2 de cualquier diseño más un Comodín, se puede cambiar por ejércitos al inicio del siguiente turno, o se puede esperar. Pero si se tiene 5 o 6 cartas al principio del turno, se debe cambiar al menos un conjunto y se tiene la opción de cambiar el segundo. Conforme se canjeen más tríos de tarjetas RISK, más ejércitos recibirá un participante de acuerdo al número de canjes que se han hecho durante la partida por cualquiera de los jugadores del tablero. La tabla de cambios es la siguiente:

- 4 ejércitos con el primer cambio realizado por cualquier jugador.
- 6 ejércitos con el segundo cambio realizado por cualquier jugador.
- 8 ejércitos con el tercer cambio realizado por cualquier jugador.
- 10 ejércitos con el cuarto cambio realizado por cualquier jugador.
- 12 ejércitos con el quinto cambio realizado por cualquier jugador.
- 15 ejércitos con el sexto cambio realizado por cualquier jugador.

Después del sexto cambio, el número de ejércitos aumentara en múltiplos de 5. Para llevar esta cuenta se deslizará una tarjeta de misión RISK por debajo del borde del tablero en donde se encuentran localizados unos números ascendentes y, conforme se hagan los canjes, se irá corriendo la pestaña de dicha tarjeta hacia la derecha.
- El territorio específico mostrado en una carta canjeada: si una de las tres tarjetas Risk que se cambia muestra la imagen de un territorio que ocupas, se recibirá el valor del dibujo de ejércitos extras que deberán ser ubicadas en dicho territorio. De suceder eso con dos o con las tres cartas, el jugador igualmente recibirá sólo dos unidades, aunque tendrá la opción de ubicar ambos ejércitos en el territorio de su preferencia, siempre que sea uno de los ilustrados en las tarjetas canjeadas.

##### Ataque a los enemigos

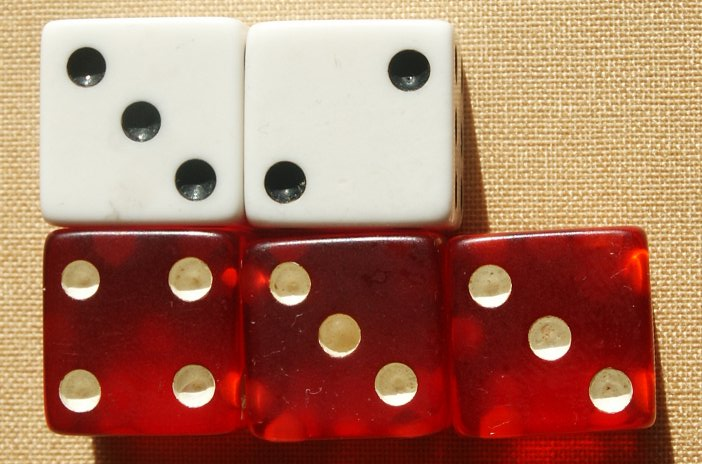
Ejemplo de dados del atacante (rojos) y el defensor (blancos).

Después de colocar los ejércitos al principio del turno, se decide si se desea atacar. El objetivo del ataque es capturar un territorio al eliminar a los ejércitos del enemigo en ese territorio. Las batallas se dan por medio de los dados.
Si se decide no atacar, se pasa los dados al jugador a tu izquierda. Se pueden fortificar territorios, si así se desea. Si se decide atacar, se deben seguir estas reglas:
- Solo se puede atacar a un territorio que esté adyacente (tocando) a un territorio propio, o bien conectado por una línea punteada. Ejemplos: Groenlandia puede atacar a los Territorios del Noroeste, Ontario, Quebec e Islandia. África del Norte puede atacar a Egipto, Europa del Oeste y Brasil. En las orillas este y oeste del tablero, se ve que Alaska está conectada (por lo tanto puede atacar) a Kamchatka.
- Se debe tener al menos 2 ejércitos en el territorio desde el cual se atacará.
- Se puede continuar atacando un territorio hasta que hayan sido eliminadas todas las armadas enemigas en él, o se puede cambiar el territorio al que se ataca por otro. Se pueden realizar todos los ataques que se deseen durante el turno. Solo puede haber 12 piezas de infantería por territorio.

Para atacar, primero se indica con cuál territorio ataca, y cuál es atacado, después los jugadores tiran los dados, avisando previamente cuantos dados van a tirar y lanzándolos al mismo tiempo. El atacante podrá tirar 1, 2 o 3 dados, teniendo en cuenta que debe tener al menos un ejército más que el número de dados que desea tirar. Por otro lado, el defensor tirará 1 o 2 dados, aunque para poder tirar dos dados deberá tener al menos 2 ejércitos en su territorio. En ambos casos, mientras más dados lancen, más posibilidades tienen de ganar pero, a la vez, más batallones pueden perder.
Para decidir el resultado de una batalla, se compara el dado más grande de cada jugador, si el número del dado del atacante es mayor, el defensor pierde una armada del territorio atacado. Pero si el dado del defensor es más grande, el atacante pierde una armada y pasa el turno al siguiente jugador. Si ambos tiraron más de un dado, comparen ahora el segundo dado de cada uno, y repitan el proceso. En caso de empate, el defensor se ve favorecido y, por último, ningún jugador puede perder más de dos armadas por cada tirada de dados.

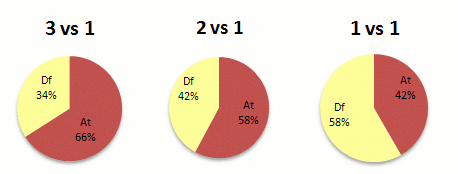
Probabilidades de los dados al atacar territorios con un ejército en el juego Risk.

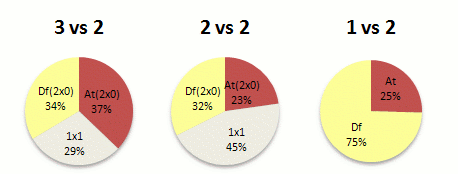
Probabilidades de dados al atacar territorios con dos ejércitos en el juego Risk.

Tan pronto como se elimina a la última armada enemiga en un territorio, se considera capturado ese territorio y será ocuparlo inmediatamente. Para hacer esto se debe mover tantas o más armadas como dados usados durante la última batalla menos el número de armadas perdidas en el último combate. En la mayoría de los casos mover tantas armadas como se pueda es lo más ventajoso, porque las armadas dejadas atrás no pueden ayudar en un nuevo ataque. Finalmente, durante el juego todos los territorios deben estar ocupados al menos por una armada.
Se puede terminar el ataque de un jugador en cualquier momento, si así lo desea. Si se capturó al menos un territorio, el jugador tomará una carta RISK de la baraja (sin importar cuantos territorios hayas capturado, siempre tomarás sólo una carta). Después se fortificarán las posiciones y, finalmente, se pasarán los dados al siguiente jugador.
Si durante el turno de un jugador se elimina a un oponente al quitar todas sus armadas del tablero, dicho jugador se gana todas las tarjetas RISK que él tenía; sin embargo, si al ganar las cartas el jugador queda con 6 o más cartas tiene que cambiarlas inmediatamente hasta quedar con menos de 5 cartas en la mano. Si después de cambiar el jugador queda con 4 o menos cartas debe dejar de cambiar. Si al ganar las cartas quedan menos de 6, se deberá esperar al siguiente turno si se desea cambiar. Para terminar, si al robar una carta al final del turno se juntan 6, se deberá esperar al siguiente turno si se desea cambiar.

##### Fortificación de posiciones
Antes de terminar su turno, un jugador puede fortificar sus posiciones sobre el campo de batalla, moviendo tantas armadas como desee desde un territorio de origen hacia un territorio adyacente (colindante). Una vez hecho esto, este jugador le entregará los dados (y el turno) al jugador que está a su derecha.
Al no haber territorios ocupados hay dos opciones:
1) se recorren ejércitos adyacentes de algún territorio colindante, perdiendo el turno de ataque.
2) se reconquistan los territorios no ocupados con soldados externos al juego, "caídos en combate", o por cambio de tarjetas, perdiendo el turno de ataque.

#### Ejército Neutral
Siendo esta la única diferencia entre el juego de Dominación Global para dos personas y el mismo juego para más de tres personas, el Ejército Neutral sirve como obstáculo estratégico para los jugadores haciendo de un "tercer jugador ausente". Y, como tal, este ejército no invadirá territorios, por lo que no se verá beneficiado con refuerzos militares o tarjetas RISK, ni tampoco podrá fortificar posiciones. Su única labor será defensiva, deteniendo los avances de uno u otro jugador. Para ello, si un territorio a ser atacado pertenece a dicho ejército, el oponente del jugador atacante actuará como el "defensor", usando los dados de defensa para ese fin. Por último, la victoria en este juego llega cuando un jugador ha aniquilado al otro, por lo que no es necesario apropiarse de los territorios que están en manos de dicho ejército.

### Risk: Capital

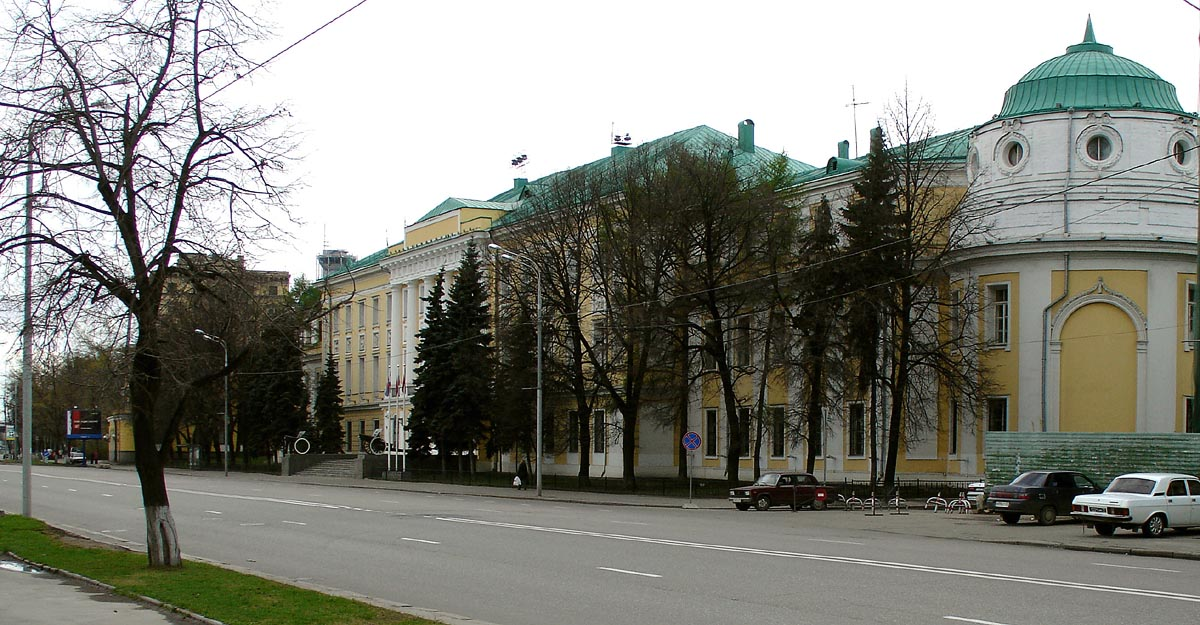
Cuartel General.

Número de jugadores: 3-6 jugadores.

#### Objetivo del juego
Capturar todos los territorios que poseen cuarteles generales enemigos mientras se protege el propio. Opcionalmente, si participan 4 jugadores, solo deberán capturarse 2 cuarteles; y si participan 5 o 6 jugadores, solo deberán capturarse 3 cuarteles.

#### Organización
Una vez organizados los ejércitos, cada jugador tomará la baraja de tarjetas RISK y escogerá una tarjeta en la que aparezca un territorio de los que ha ocupado con sus unidades. Ese será el Cuartel General. Una vez hecho eso, todos los jugadores destaparan sus tarjetas RISK escogidas para revelarles a sus rivales la ubicación de dichos cuarteles. Adicional a eso, esas tarjetas, al quedar fuera de la baraja, no podrán ser usadas para el intercambio de éstas por unidades militares adicionales.

#### Instrucciones
Además de aplicar las instrucciones del juego de Dominación Global, si se ha capturado un cuartel general enemigo, el invasor reclamará del capturado la tarjeta RISK que indicaba la ubicación de dicho cuartel; sin embargo, dicho capturado continuará jugando, dándole la oportunidad de rearmarse para recuperar su cuartel general perdido.

### Risk: Misión Secreta

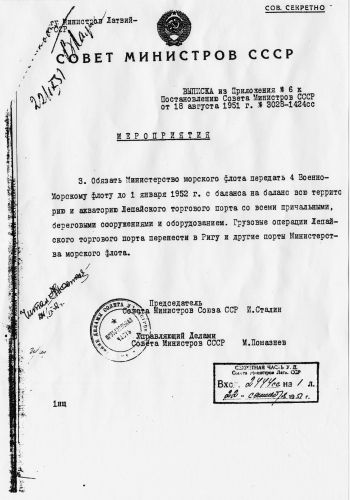
Carta soviética con una misión secreta por cumplir.

Número de jugadores: 3-6 jugadores

#### Objetivo del juego
Ser el primer jugador en completar la misión descrita en su propia tarjeta de misión, mostrándola a los demás para acreditarla.

#### Sobre las misiones secretas
En la baraja de tarjetas existen 12 misiones secretas para ser cumplidas, dichas misiones pueden ser clasificadas en las siguientes cuatro categorías:
- Ocupar 24 territorios de su preferencia: Existe una tarjeta de este tipo pero, además, es la segunda opción disponible cuando un jugador tiene la misión de destruir un ejército cuyo color es el de su propia tropa.

- Ocupar 18 territorios de su preferencia con, mínimo, dos ejércitos: Existe una tarjeta de este tipo.

- Destruir un grupo de ejército de un determinado color: Existen 6 tarjetas de este tipo, una por cada color. Si juegan menos de 6 jugadores, se retiran de la baraja las tarjetas que hagan referencia a los colores ausentes. Si el grupo de ejército al que se busca destruir pertenece al mismo jugador que tiene la misión, entonces deberá ocupar 24 territorios de su preferencia.

- Conquistar una pareja de continentes: Existían 4 tarjetas de ese estilo. Estas son:

- Conquistar Asia y América del Sur
- Conquistar Asia y África
- Conquistar América del Norte y África
- Conquistar América del Norte y Australia

#### Organización
Antes de comenzar, se elegirá a uno de los jugadores como el "General". Si juegan menos de 6 jugadores, el "General" retirará del mazo de misiones las tarjetas referentes a los ejércitos de los colores que estén ausentes. Acto seguido, el "General" barajará las cartas de misiones, repartirá una por jugador, los cuales no se la revelarán a nadie, y tomará otra para deslizarla por debajo del tablero, para llevar el conteo de canjes de tarjetas RISK. Las demás cartas de misiones se devolverán a la caja.
Después, tomará el mazo de tarjetas RISK, separará los dos comodines de estas y las repartirá equitativamente a cada jugador (cuando juegan 4 o 5 jugadores, dos de estos recibirán una tarjeta extra). Los territorios marcados en ellas determinarán los que ocuparan cada jugador con una unidad y, después, ubicarán sus demás unidades en los territorios según sus preferencias. El monto inicial de unidades para cada jugador es el mismo que el usado para el juego de Dominación Global. Finalmente, el "General" reclamará nuevamente todas las tarjetas, las revolverá junto con los dos comodines y pondrá el mazo cerca del tablero.

#### Instrucciones
Además de aplicar las instrucciones del juego de Dominación Global, es probable que, de manera involuntaria, un jugador "ayude" a completar la misión secreta de otro jugador, lo cual se considera válido.

## Variaciones en las reglas

### Versión europea (Reino Unido)
Esta versión, además de crear las modalidades Risk: Capital y Risk: Misión Secreta, maneja de forma diferente el intercambio de tarjetas RISK por ejércitos adicionales. En esta variante, las tríadas de tarjetas RISK valen por ejércitos adicionales de acuerdo al tipo de división militar que estén impresas en ellas (Infantería, Caballería o Artillería) o a la combinación de éstas, de la siguiente manera:
- 4 ejércitos a cambio de tres tarjetas de Infantería.
- 6 ejércitos a cambio de tres tarjetas de Caballería.
- 8 ejércitos a cambio de tres tarjetas de Artillería.
- 10 ejércitos a cambio de tres tarjetas con la combinación Infantería-Caballería-Artillería.
- Los comodines sirven, por supuesto, en el objetivo de ayudar a formar alguna de esas tríadas.

En esta variante también aplica el beneficio de ejércitos adicionales si uno de los territorios ocupados por un jugador aparece en la tríada y, por último, no hay aumentos progresivos de refuerzos por cada canje hecho.
Otra diferencia fue con respecto al número de misiones secretas del juego ya que, en la versión europea, se contemplaban, además de las 12 misiones ya relatadas, las siguientes 2 misiones adicionales que fueron abolidas desde la edición estadounidense de 1999, posiblemente para que todos los jugadores tuvieran similar dificultad para desarrollar sus objetivos:
- Conquistar Europa, América del Sur y un tercer continente de su elección.
- Conquistar Europa, Australia y un tercer continente de su elección.

## Modificaciones

### Oficiales
Bajo el argumento de que jugadores expertos prefieren disminuir la influencia de la suerte en el juego para aumentarlo en estrategia (aunque también implique aumentarlo en tiempo), el juego hace las siguientes sugerencias:
- Valor de la tríada de tarjetas RISK: Para la versión estadounidense, se sugiere disminuir el número de ejércitos adicionales por canje de tarjetas RISK de una relación 1:4/6/8/10/12/15/20… a una relación 1:4/5/6/7/8…

- Fortificación inmediata de fronteras: Durante el turno, se puede "teletransportar" ejércitos a las fronteras, sin importar la distancia existente entre el origen y el destino de las tropas, siempre que exista un camino continuo.

- Límite de ejércitos por territorios: Un jugador no puede tener más de 12 ejércitos en un mismo territorio, y si por acción del juego, recibe refuerzos en tropas y no tiene donde ubicarlos por causa de dicha restricción, perderá dichos refuerzos.

- Ventajas ofensivas: Si un jugador tiene en su mano una tarjeta RISK que muestre el territorio en donde se origine o se destine su ataque, mostrará la carta que posee y podrá relanzar uno y solo uno de los dados en solo una de las batallas que involucren dicho territorio; además, podrá usar más de una tarjeta en su turno y una vez terminada la batalla, seguirá manteniendo la tarjeta en su poder para usarla en el futuro.

- Comandantes: Una vez por turno mientras se encuentra atacando, un jugador podrá cambiar uno de los dados que acaba de lanzar para que muestre un 6 y así representar la influencia del "comandante" en el campo de batalla.

### No oficiales
Además de las anteriores variaciones, se han creado otras variaciones no oficiales a las reglas, ya sean caseras o para competiciones, que, incluso, han creado diversas modalidades de juego alternativas; esto debido a que Risk es un juego en el que la flexibilidad de las reglas da paso a cambios y adiciones sin que ello afecte el espíritu del pasatiempo. Generalmente las variaciones se han hecho con respecto a las tarjetas RISK, los ejércitos neutrales, el ataque y defensa de un territorio y el tablero en sí, aunque también es posible hacerlo sobre la cantidad y distribución de refuerzos. Esto también ha sido aprovechado por diversos programas de computador a lo largo de Internet para crear sus propias versiones (clones) del juego.

## Estrategia

### Básica
Según las reglas oficiales, se les sugiere a los jugadores conquistar continentes enteros para ganar refuerzos extras y advertir sobre el fortalecimiento del enemigo en las fronteras de su territorio como una señal de ataque, así como fortalecer sus propios territorios fronterizos para protegerse de posibles ofensivas enemigas.

### Común

Batalla de Waterloo, un ejemplo de la vida real de como alianzas fuertes y buenas estrategias pueden entregar la victoria en Risk.

Adicional a los consejos de las reglas oficiales, existen otras sugerencias estratégicas creadas entre la comunidad.
Una primera estrategia a aplicar es que, desde la organización del juego y al inicio del mismo, se intente no dispersar los ejércitos a lo ancho y largo del tablero dado que esto crea frentes débiles en cada uno de los territorios que invitan al enemigo a tomarlos sin mucha resistencia. Esto también significa que, si por azar de las cartas, se está obligado a dispersar ejércitos por todo el mundo, sea preferible ubicar una zona donde haya una mayor concentración de sus tropas y usar sus turnos para reforzar, atacar y fortalecer dicho sector, a la vez que se recomienda abandonar a su suerte los territorios propios muy alejados.
Otra estrategia es asegurar Australia o América del Sur al comienzo del juego y acumular tropas mientras los otros jugadores se matan entre ellos. Después, cuando estén debilitados, atacar. Si más de un jugador sigue esta estrategia puede llegarse a una aniquilación mutua entre los jugadores; así mismo, se recomienda no intentar conquistar Asia al principio del juego: es el continente más grande y el menos fácil de defender, intentarlo sin estar debidamente preparado dejaría muchas fronteras abiertas.
Las tarjetas RISK también juegan un factor estratégico importante: por un lado, una buena norma es intentar conquistar al menos un territorio por turno, incluso sabiendo que se va a perder después, ya que conquistando un territorio se obtiene una carta RISK; por otro lado, se puede intentar eliminar a un enemigo débil que posea una baraja de cartas RISK (recordando que, de hacer eso, todas sus tarjetas pasarán a tu poder). Esto debido a que tener esa reserva implica, en una situación decisiva, tener un refuerzo repentino de tropas que puede cambiar el signo de la partida.
Después de ganar una batalla, es tentador dejar un único soldado en el territorio desde el que se realiza un ataque y pasar el resto de tropas al territorio atacado. Esto crea una línea de avance muy fuerte pero si un enemigo rompe esa línea de vanguardia la defensa de los territorios que están por detrás es muy débil y el atacante puede penetrar profundamente en los territorios defendidos por una única tropa. Sin embargo, si se dejan en la retaguardia dos o tres tropas ralentizamos un poco el avance y se minimiza el daño si un oponente rompe nuestra vanguardia.
Desafortunadamente, cuando un jugador comienza a ser dominante en número de tropas, el final del juego se vuelve inevitable. El RISK es un juego de grandes números, y por tanto cuando un jugador controla el suficiente número de territorios y continentes obtiene un continuo flujo de tropas en cada turno. Cuando esto sucede, existe poco que se pueda hacer estratégicamente para pararlo. No obstante lo anterior, los jugadores pueden concertar, antes de iniciar el juego, normas que controlen ese escenario de "monopolio militar"; tales como, por ejemplo, disminuir la tasa de cambio de las tarjetas RISK coordinadas, hacer el intercambio de dichas tarjetas al modo europeo ya explicado o incluso no usarlas en absoluto, dejando la posibilidad de refuerzo de tropas solo a la conquista de territorios y continentes; así mismo, también se puede aumentar el divisor para la entrega de ejércitos según número de territorios poseídos, la fortificación de posiciones aplicable únicamente a terrenos adyacentes (en contraposición a la sugerencia oficial de "teletransportar" ejércitos a las fronteras siempre que exista un camino continuo entre el origen y el destino de las tropas) o aplicar el concepto de "guerra de trincheras" al juego (un jugador que conquista un territorio no podrá conquistar el que le sigue sino hasta su próximo turno).
Finalmente, una última sugerencia es no olvidar que, si bien los ejércitos son de plástico, los jugadores son seres humanos a los cuales se les puede inducir al error.

### Alianzas
Siempre que haya más de dos jugadores en un juego, las alianzas serán muy importantes, posiblemente la mayor parte de la estrategia en el Risk. No hay reglas que restrinjan la formación o ruptura de alianzas. Un buen jugador de Risk empleará la diplomacia para formar alianzas para reducir a los jugadores más fuertes y de la misma forma evitará que se formen alianzas contra él.
La importancia de la habilidad en la negociación no debe ser subestimada. Posiblemente este sea el factor más importante que determine el resultado en las partidas de Risk entre jugadores que controlan las tácticas y estrategias básicas del Risk. De hecho a veces esta capacidad de formar alianzas pueden dar al traste con los planes de jugadores más hábiles en la estrategia militar pero que no gozan de la misma estima entre sus oponentes.

### Azar de los dados

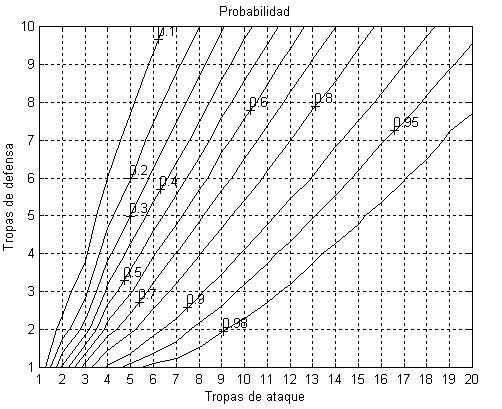
Gráfico de probabilidades.

Cualquier estrategia cuidadosamente planeada no sirve de mucho si no acompaña la fortuna en el lanzamiento de los dados, ya que esto obliga a los jugadores a adaptarse a las circunstancias y a ser previsivos en futuros ataques. Suponiendo que se adoptan las normas básicas del juego en lo referente a que el jugador que defiende puede elegir si defiende con un dado o dos existen una serie de criterios que hacen que la probabilidad de que un atacante gane a un defensor se reduzca al mínimo. Como norma general un defensor debe lanzar dos dados (siempre que le sea posible) si el jugador atacante saca en el segundo dado un 3 o menos. En la figura se puede ver la probabilidad que tiene un atacante de vencer a un defensor según el número de tropas que tenga cada uno de ellos. En la página de preguntas frecuentes en la sección de enlaces externos se puede ampliar la información sobre la probabilidad que hay en el juego.

## Versiones conmemorativas oficiales del juego
- Castle Risk (1986) — Una versión basada en el continente europeo en donde el objetivo de cada jugador es proteger su castillo del ataque enemigo. Esta fue la primera versión conmemorativa creada para el juego pero, a pesar de su fracaso comercial, muchos de sus conceptos terminarían integrados en futuras ediciones del RISK original. Se puede jugar de 2-6 jugadores.
- Risk: Edición Napoléon (1999) — Añade generales, fortalezas y unidades navales. Se puede jugar de 2-5 jugadores.
  - Risk: Edición Napoléon: Expansión del Imperio Otomano (2000) — Añade un sexto jugador a Risk: Edición Napoléon.
- Risk II (2000) — Versión mejorada del juego que incluye seis nuevos territorios (Filipinas, Nueva Zelanda, Islas Malvinas, Nunavut, Svalbard y Hawái), la conexión entre Medio Oriente y Sudán, y la posibilidad de jugar con dados especiales en el caso de atacar o defender con un amplio número de ejércitos. Se puede jugar entre 3 a 8 jugadores.
- Risk: 2210 A.D. (2001) — Una versión futurista y ganadora de varios premios, producida por Avalon Hill, otra división de Hasbro. El juego presenta territorios lunares, oceánicos, comandantes y cuatro expansiones oficiales y un amplio número de no oficiales. Se puede jugar de 2-5 jugadores.
- Risk: El Señor de los Anillos (2002) — Versión de 2-4 jugadores basada en la Tierra Media del Norte.
  - Risk: El Señor de los Anillos, Expansión de Gondor & Mordor (2003) — Extensión de Risk: El Señor de los Anillos, también incluye el minijuego para 2 jugadores Sitio de Minas Tirith.
- Risk: El Señor de los Anillos: Edición de Trilogía (2003) — Combina las dos versiones anteriores del juego, mas no incluye el Sitio de Minas Tirith. Se puede jugar de 2-4 jugadores.
- Risk: Tormenta Divina (2004) — Una versión basada en los panteones mitológicos de varias civilizaciones antiguas, producida por Avalon Hill. Se puede jugar de 2-5 jugadores.
- Risk: Star Wars: Edición de las Guerras Clón (2005) — Versión basada en el universo de Star Wars durante las Guerras Clon. El jugador puede luchar al lado de los separatistas de la República Galáctica, usando las reglas clásicas del Risk o las variaciones a estas a partir de las Guerras Clon en donde el altruismo es beneficioso. Se puede jugar de 2-4 jugadores.
- Risk: Star Wars, Edición de la Trilogía Original (2006) — Versión basada durante la Guerra Civil Galáctica, Los jugadores pueden jugar en el lado del Imperio Galáctico, la Alianza Rebelde, o los Hutts. Esta versión es única por cuanto cada facción tiene diferentes objetivos y condiciones para la victoria. Se puede jugar de 2-5 jugadores.
- Risk Junior: Narnia (2006) — Basada en la película Narnia, Los jugadores pueden jugar como parte de las fuerzas de los Aslan o en las fuerzas de la Bruja Blanca. Se puede jugar de 2-4 jugadores.
- Risk: Edición Transformers (2007) — Basado en la película Transformers, Los jugadores pueden ponerse al lado de los Autobots o de los Decepticons en un mapa Cybertron. Se puede jugar de 2-4 jugadores.
- Risk: Halo Wars (2009) — Basado en el videojuego de Halo Wars, puedes jugar de parte de la UNSC, Covenant y Flood. Se puede jugar de 3-5 jugadores.
- Risk: Metal Gear Solid (2011) — Basado en el videojuego de Metal Gear Solid 4: Guns of the Patriots, fue anunciado en el San Diego Cómic-Con 2011, el juego cuenta con las cinco empresas militares privadas incluidas en Metal Gear Solid 4: Guns of the Patriots, y le da la oportunidad de capacidades de ataque nuclear al jugador que controle el Metal Gear REX. Se puede jugar de 3-5 jugadores.
- Risk: Legacy (2011) — Edición especial de Hasbro, se juega en campaña, de tal forma que cada partida afecta a cada facción, contiene sobres secretos a modo de eventos dadas ciertas circunstancias, listado de ganadores en el tablero, nombrar ciudades. Se puede jugar de 3-5 jugadores.
- Risk: Halo Legendary (2012) — Basado en el videojuego de Halo, puedes jugar de parte de la UNSC, Covenant y Flood. Tiene la novedad de incluir 3 mapas. Se puede jugar de 2-5 jugadores.
- Risk: StarCraft — Basado en el videojuego StarCraft, puedes elegir entre los ejércitos Terran, Protoss o Zerg. Cuenta con 4 formas distintas de juego. Se puede jugar de 2-6 jugadores.
- Risk: Juego de Tronos (2015) — Ambientado en la serie original de la HBO con el mismo título, contiene dos mapas diferentes que pueden conectarse. Permite jugar con algunas de las diferentes casas de la serie: Stark, Lannister, Baratheon, Tyrell, Targaryen, Ghiscari y Martell. Dispone de dos modalidades de juego (batalla y dominio) y permite jugar de 2-7 jugadores.